# Малашата
Малаша́та (рос. Малашата) — присілок у складі Нагорського району Кіровської області, Росія. Входить до складу Мулінського сільського поселення.
Населення становить 2 особи (2010, 3 у 2002).
Національний склад станом на 2002 рік — росіяни 100 %.